# Alof de Wignacourt
Alof de Wignacourt (ur. 1547, zm. 14 września 1622) – od 10 lutego 1601 do śmierci był 54. wielkim mistrzem zakonu joannitów. Alof de Wignacourt urodził się we Francji, do zakonu joannitów wstąpił w 1564 roku, a rok później brał udział w obronie Malty w czasie wielkiego oblężenia.
W 1607 przybył na Maltę Caravaggio. U malarza zamówiono portret Alofa de Wignacourta. Dzieło tak bardzo spodobało się wielkiemu mistrzowi, że u artysty zamówiono obraz Ścięcie św. Jana Chrziciela.
W 1609 wielki mistrz rozpoczął fortyfikowanie wybrzeża Malty budując wieżę strażniczą w San Pawl il-Baħar. W latach 1610–1615 z jego rozkazu zbudowano akwedukt dostarczający wodę Valletty z okolic Mdiny rozwiązując w ten sposób problem zaopatrzenia miasta w wodę. Akwedukt przechodził m. in przez miejscowości Attard, Balzan, Birkirkara, Santa Venera.
Na wniosek Radziwiłłów zatwierdził powstanie nowej komandorii w Stołowiczach.
Ozdobna zbroja Alofa de Wignacourta zachowała się w zbrojowni wielkich mistrzów w Valletcie.